# Alice & Jack
Alice & Jack är en brittisk dramaserie som hade premiär den 14 februari 2024. Seriens första säsong består av sex avsnitt. Serien är skapad av Victor Levin som även skrivit seriens manus.

## Handling
Serien kretsar kring Alice och Jack som 2007 går på en dejt. Trots att de går skilda vägar efter dejten är de besatta av varandra.

## Rollista (i urval)
- Andrea Riseborough – Alice
- Domhnall Gleeson – Jack
- Aisling Bea – Lynn
- Aimee Lou Wood – Maya
- Sunil Patel – Paul
- Rachel Adedeji – Donna
- Tommy McDonnell – Danny
- Thalissa Teixeira – Rachel